# Bruno (Minnesota)
Bruno – miasto w Stanach Zjednoczonych, w stanie Minnesota, w hrabstwie Pine.